# 트로이 전쟁은 일어나지 않으리

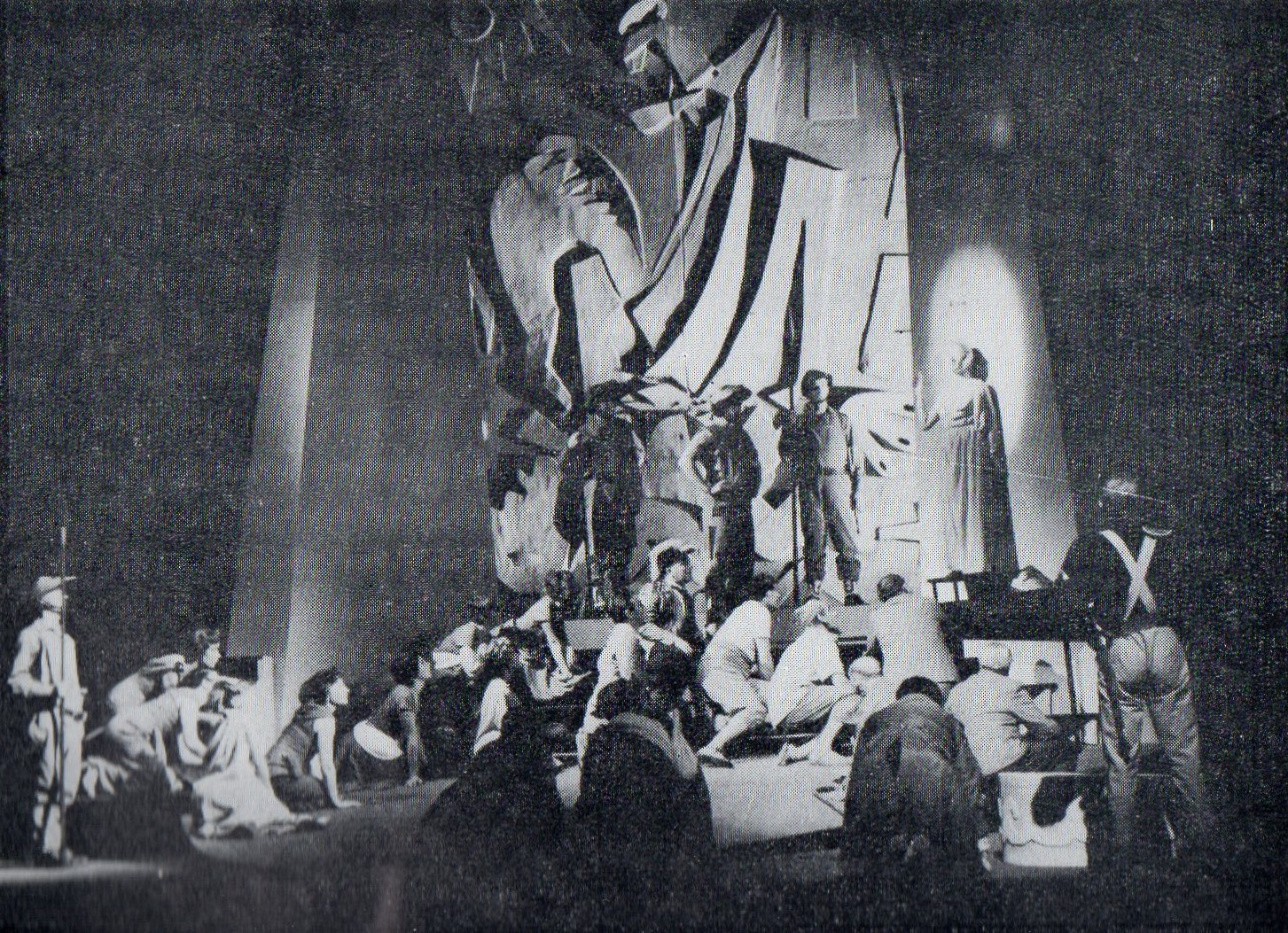

트로이 전쟁은 일어나지 않으리(La Guerre de Troie n'aura pas lieu)는 장 지로두의 희곡 중 가장 유명한 작품이다. 트로이 전쟁을 배경으로 현대적 다시쓰기를 시도했다. 인간들의 어리석음과 고집 때문에 전쟁이 반복되고 있음을 지적하고 있다. 작품 발표 직후 제2차 세계대전이 발발하며 지로두의 선견지명이 주목받았다.
1차 대전에 참전하기도 했던 장 지로두는 다시금 그러한 비극이 반복되지 않길 바라는 마음으로 전쟁 재발을 크게 우려하며 이 작품을 썼다. 그리스 비극의 단골 소재인 트로이 전쟁이 배경이 되었다. 헥토르가 막 승전하고 돌아온 트로이에는 새로운 전쟁 위기가 고조되고 있었다. 숱한 참전 경험으로 전쟁의 무가치함과 비극성을 누구보다 잘 알고 있는 전사 헥토르는 전쟁을 막기 위해 필사적이다. 그럼에도 역사적 사실이 그러하듯 “트로이 전쟁은 일어난”다. 무엇이 헥토르의 노력을 수포로 돌리고 전쟁의 문을 열었을까, 지로두의 엄중한 경고가 여기에 있다.
헥토르는 전쟁을 막기 위한 최후 수단으로 적군 참모 율리시스와의 마지막 회담에 나선다(2막 13장). 이와 유사한 상황이 2차 세계대전 발발 직전 히틀러와 유럽 정상의 만남으로 재현되었다. 이 만남은 결국 전쟁을 막지는 못했고, 2차 세계대전이 발발했다. 지로두가 작품에서 경고한 바가 곧바로 현실화하면서 〈트로이 전쟁은 일어나지 않으리〉는 크게 화제가 되었다. 현재까지도 활발히 공연되는 점은 세계 각지에서 계속되는 전쟁들과 연계해 그 의미를 곱씹을 필요가 있다.

## 유산
2017년 북미 갈등으로 한반도 내 전쟁 위기 의식이 고조되자 프랑스의 한 인터넷 언론 매체는 ‘한국전쟁은 일어나지 않으리[일어나리](LA GUERRE DE COREE (N’)AURA (PAS) LIEU)’라는 기사를 냈다. 지로두의 〈트로이 전쟁은 일어나지 않으리〉를 패러디한 제목이었다. 기사 내용은 “대체로 ‘한국전쟁은 일어나지 않을 것’이라는 예측이 우세하지만 지로두의 〈트로이 전쟁은 일어나지 않으리〉라는 작품이 암시하는바, 전쟁은 언제나 말도 안 되는 상황에서 실제로 일어날 수 있음을 상기해야 한다”는 경고였다. 이후 남북 정상 판문점 회담, 북미 정상 싱가포르 회담이 이어지며 전쟁이라는 위기감이 빠르게 평화라는 희망으로 대체되었다. 하지만 2023년 기준으로 다시 한반도를 둘러싼 국제 정세는 팽팽하게 당겨진 활시위처럼 불안하다.